# Công chúa
Công chúa (chữ Hán: 公主) là tước hiệu được sử dụng bởi các quốc gia Đông Á chịu ảnh hưởng từ nền văn minh Trung Hoa, thường được phong cho con gái của Hoàng đế, tức Hoàng nữ (皇女) hoặc con gái của Quốc vương, tức Vương nữ (王女). Tước hiệu này cũng được dùng để phong cho một số người phụ nữ có công trạng lớn với triều đình, hoặc một số vị nữ thần.
Đối với hầu hết triều đại, tước hiệu "Công chúa" phải được chính các Hoàng đế ra sắc chỉ gia phong, làm lễ ban tước hiệu hoặc đất phong chứ không phải một danh xưng tự có. Tuy nhiên ở hai triều nhà Thanh và nhà Nguyễn, rất phổ biến trường hợp gọi tước hiệu này kèm số thứ tự, dù phải sau khi làm lễ gia phong mới có tước hiệu chính thức.

## Từ nguyên
Xuất xứ của từ "Công chúa" có liên hệ với việc làm chủ hôn. Sách Công Dương truyện thời Chiến Quốc có chép:「"Thiên tử gả con gái cho chư hầu, tất phải do chư hầu cùng họ làm chủ hôn"」. Sách Sự vật khởi nguyên bổ túc thêm:「"Thiên tử gả con gái, từ Tần Hán đến nay, đều do Tam Công làm chủ, nên gọi Công chủ"」. Từ ["Chủ"; 主], sang Tiếng Việt, còn được phiên âm thành "Chúa", vì vậy từ Công chủ cũng được biến âm ở Việt chủ yếu thành [Công chúa].
Trong lịch sử, tước hiệu Công chúa chỉ dùng ở các quốc gia ảnh hưởng văn minh Trung Hoa là Trung Quốc, Việt Nam, Nhật Bản và Triều Tiên. Tại những quốc gia này, tước hiệu Công chúa hầu hết là phong hiệu của các Hoàng nữ hoặc Vương nữ, nên trong các tài liệu Trung Quốc và Việt Nam, từ Công chúa hiện diện với nghĩa phổ biến để chỉ con gái của các quân chủ.

Trong nhiều trường hợp chuyển ngữ cho các tước hiệu nữ giới khác, dựa trên các tài liệu tiếng Anh, những phụ nữ được chú kèm tước hiệu Princess cũng được chuyển ngữ thành tước hiệu Công chúa. Điều này dẫn đến sự nhầm lẫn trong một số trường hợp các tước hiệu như trường hợp con gái của Tướng quân Nhật Bản, do ảnh hưởng của tiếng Anh khi dịch từ Hime (姫 (Cơ)), cũng được chuyển ngữ sai thành Công chúa.

## Phong hiệu
Tước hiệu "Công chúa" do chỉ là tước hiệu để gia phong, cho nên tùy theo địa phương hoặc triều đại có thể mang những ý nghĩa khác nhau. Thời kỳ cổ đại, tước hiệu này thường chỉ phong cho các Hoàng nữ, nhưng trong một số trường hợp đặc biệt thì các phụ nữ quý tộc không phải là Hoàng nữ, thậm chí thuộc tầng lớp thấp hơn, do tài năng hoặc công tích đặc biệt mà cũng được Hoàng đế phá lệ phong tước. Trong các điển tịch Trung Quốc, từ "Công chúa" thường được giản xưng là "Chủ" (主), việc các Công chúa lấy chồng được xưng là Thích (適) hoặc Hạ giá (下嫁), và người cưới Công chúa thì gọi hành động ấy là Thượng (尚). Mỗi Công chúa thường có một phong hiệu để tránh gọi tên thật, kèm đất phong để làm đất ăn lộc. Thông thường, những phong hiệu này thuộc trong 3 dạng:
- Theo tên tiểu quốc: như Ninh Quốc công chúa, Hoắc Quốc công chúa, Kỳ Quốc công chúa, Trấn Quốc công chúa,...
- Theo tên quận: như Tân Thành công chúa, Trường Lạc công chúa, Bình Nguyên công chúa, Bình Dương công chúa,...
- Theo mỹ tự: như Văn Thành công chúa, An Lạc công chúa, Thái Bình công chúa,...

Các phong hiệu công chúa không nhất thiết cố định mà có thể được thay đổi. Như trường hợp Thăng Bình công chúa sau được phong là Tề Quốc công chúa. Thời nhà Tống, các công chúa khi vừa sinh ra là có danh hiệu theo lối mỹ tự, sau khi gả chồng thì được đổi từ mỹ tự thành tên tiểu quốc. Sang các đời Minh, Thanh thì lại đơn thuần là mỹ tự.
Cá biệt vào thời Hán, phong hiệu của công chúa có dùng theo họ mẹ. Phần "Nhị niên pháp lệnh" (二年律令) trong cuốn sách Trương gia sơn Hán giản (張家山漢簡) được tìm thấy tại tại huyện Giang Lăng, tỉnh Hồ Bắc đã ghi lại như sau:「"Lý công chúa, Thân Đồ công chúa, Vinh công chúa, Phó chủ gia thừa trật các tam bách thạch"; 李公主申徒公主荣公主傅主家丞秩各三百石」, sau khi sửa sang ý nghĩa một chút thì có thể hiểu câu này đề cập đến Lý công chúa, Thân Đồ công chúa, Vinh công chúa và Phó công chúa. Lý giải về các danh xưng này, có thuyết cho rằng Lý, Thân Đồ, Vinh và Phó đều là họ của các vị công chúa ấy. Lý giải này có cơ sở khi trong liệt truyện về Đông Phương Sóc, Quán Đào công chúa Lưu Phiêu được gọi bằng danh xưng 「Đậu Thái chúa; 竇太主」 dưới thời cháu trai Hán Vũ Đế, mà mẹ bà là họ Đậu.

## Lịch sử danh hiệu

### Tiên Tần và Lưỡng Hán
Trước thời Chu, hệ thống giai tầng xã hội chưa hoàn bị, các xưng hiệu chưa rõ ràng. Đến đời Chu thiên tử, các vị Thiên tử xưng Vương, vốn họ Cơ, vì vậy con gái Chu vương được gọi là Vương Cơ (王姬). Các con gái của các vị Vua nước chư hầu đều được gọi là Nữ công tử, trong đó họ hoặc được gọi bằng khuê danh, như Công tử Khuynh con gái của Nguỵ Văn hầu, hoặc được gọi kết hợp thị và tính tương tự các Vương Cơ, như các đích thê Vương Cơ (thuộc vương tộc họ Cơ), Sái Cơ (thuộc Sái thị họ Cơ), Từ Doanh (thuộc Từ thị họ Doanh) của Tề Hoàn công, Triệu Trang Cơ con Tấn Văn công (gọi theo thị của chồng là Triệu Sóc). Tuy vậy, do ảnh hưởng điều này, phụ nữ Trung Quốc thời Chu (thậm chí đến đầu đời Hán) thường được chép tên hiệu với từ Cơ ghép phía sau như Ly Cơ, Triệu Cơ, Ngu Cơ... Đến thời Chiến Quốc, các chư hầu đều xưng Vương, con gái các Vua chư hầu đầu xưng là Công chúa, cũng có khi là Quân chúa (君主), riêng con gái Chu vương vẫn xưng là "Vương Cơ" đến khi triều Chu kết thúc. Khi Tần diệt Chu, Vương thị bị phế bỏ, do đó danh hiệu Vương Cơ cũng không còn. Bấy giờ, do vương thất nước Tần đều mang họ Doanh, nên con gái trong vương thất được gọi là Tần Doanh, những vị có thuỵ hiệu được gọi tên ghép hiệu với chữ Doanh như Hoài Doanh, Văn Doanh... Sau khi Tần Thủy Hoàng thống nhất Trung Quốc, phong hiệu cho các Hoàng nữ vẫn chưa được ghi chép rõ. Thời Bắc Tống, Tư Mã Quang có chép rằng các con gái của Tần Thủy Hoàng có được gọi là Công chúa.
Sang đầu thời Tây Hán, chế độ sách phong, tấn phong và đãi ngộ cho con gái và cháu gái Hoàng đế được hình thành. Theo đó, các Hoàng nữ xưng là Công chúa, con gái các Vương (gọi là Vương nữ) thì xưng là Ông chúa hoặc Vương chúa (王主). Đồng thời, bởi vì tư liệu lịch sử khuyết thiếu, cảnh ngộ của công chúa triều đầu Tây Hán cho đến nay vẫn là vấn đề khó lý giải. Công chúa đầu tiên được sử liệu ghi chép là Lỗ Nguyên công chúa, con gái của Hoàng đế khai quốc nhà Hán Lưu Bang. Tuy nhiên, "Lỗ Nguyên" bị tranh cãi là thụy hiệu được đặt sau này và không phải phong hiệu khi ấy của bà. Đời Hán Văn Đế, từ khi Trưởng nữ Lưu Phiêu là người đầu tiên chính thức được phong hiệu Công chúa, thì danh xưng Công chúa bắt đầu có quy phạm, đều theo kiễu 「Mỗ mỗ công chúa; 某某公主」. Nói Mỗ mỗ, tức là Mỗ mỗ huyện, các Công chúa đều lấy tên thực ấp mà gọi, như Lưu Phiêu là Quán Đào công chúa, theo thực ấp của Công chúa là huyện Quán Đào. Ngoài ra, khi sắc phong thì Lưu Phiêu được gọi là Trưởng công chúa (長公主; giản xưng Trưởng chúa), khi sang thời Hán Vũ Đế trở thành Đại Trưởng công chúa (大長公主; giản xưng Đại chúa). Căn cứ theo Hậu Hán thư - Hoàng hậu kỷ có viết:「"Hán chế, Hoàng nữ tắc phong Huyện công chúa, nghi phục ngang Liệt hầu. Những người được coi trọng, gia hiệu Trưởng công chúa, nghi phục ngang Phiên vương"」. Lúc này, con gái cả do Trung cung sinh ra của Hoàng đế, theo lệ sẽ được phong Trưởng công chúa, địa vị ngang với Chư hầu Vương. Ngoài ra, Hoàng đế cũng có thể gia phong tước vị Trưởng công chúa cho chị mình, như Hán Vũ Đế gia phong Bình Dương công chúa, hay Hán Chiêu Đế phong chị mình phong hiệu là Cái Trưởng công chúa (蓋長公主). Khi các Công chúa được gả cho bậc tước Hầu, phong hiệu của Công chúa đó sẽ đổi theo phong hiệu của chồng. Như Dương Tín công chúa, con gái của Hán Cảnh Đế, khi được gả cho Bình Dương hầu Tào Thì, phong hiệu của bà được cải thành Bình Dương công chúa (平暘公主). Do tước hiệu Công chúa không có tính thế tập, nên vẫn xảy ra trường hợp 2 công chúa có cùng phong hiệu (ở những thời điểm khác nhau), như trường hợp phong hiệu Quán Đào công chúa từng được phong cho Lưu Phiêu (con gái Hán Văn Đế) và Lưu Thi (con gái Hán Tuyên Đế). Hoặc có trường hợp phong hiệu gây nhầm lẫn với liệt hầu khác như Dương Tín công chúa với Dương Tín hầu. Bên cạnh đó, Hậu Hán thư cũng ghi, con trai của của Hoàng nữ được phong Công chúa, đều tập phong tước của mẹ liệt vào tước Hầu.
Khi Vương Mãng lên ngôi và lập ra nhà Tân, bởi vì không muốn dấu tích nhà Hán còn hiện hữu nên đã phế bỏ nhiều thể chế triều Hán, bao gồm cả tước hiệu "Công chúa" cho Hoàng nữ mà đổi thành tước hiệu Thất chúa (室主), cải phong hiệu của con gái mình từ Định An Thái hậu của nhà Hán thành Hoàng Hoàng Thất chúa (黃皇室主). Sử liệu của ghi chép lại tước hiệu của hai con gái Vương Mãng là Vương Diệp và Vương Tiệp được phong lần lượt là Mục Tu nhiệm (睦脩任) và Mục Đãi nhiệm (睦逮任). Đến đời Đông Hán, tước hiệu Công chúa được phục hồi, nhưng lại bỏ tước hiệu Ông chúa của vương nữ. Phân định các bậc Công chúa được phân thành Huyện công chúa (縣公主; gọi tắt là Huyện chúa; 縣主), dành cho Hoàng nữ; còn tước vị Hương công chúa (鄉公主; gọi tắt là Hương chúa; 鄉主) và Đình công chúa (縣公主; gọi tắt là Đình chúa; 亭主), đều phong cho các Vương nữ. Căn cứ theo ghi chú của Thái Ung rằng:「"Đế nữ phong Công chúa, vị ngang Liệt hầu. Tỷ muội phong Trưởng công chúa, vị ngang Chư hầu Vương"」, lúc này danh vị Trưởng công chúa đã định hình là gia phong cho chị hoặc em gái Hoàng đế.

### Ngụy Tấn đến Nam Bắc triều

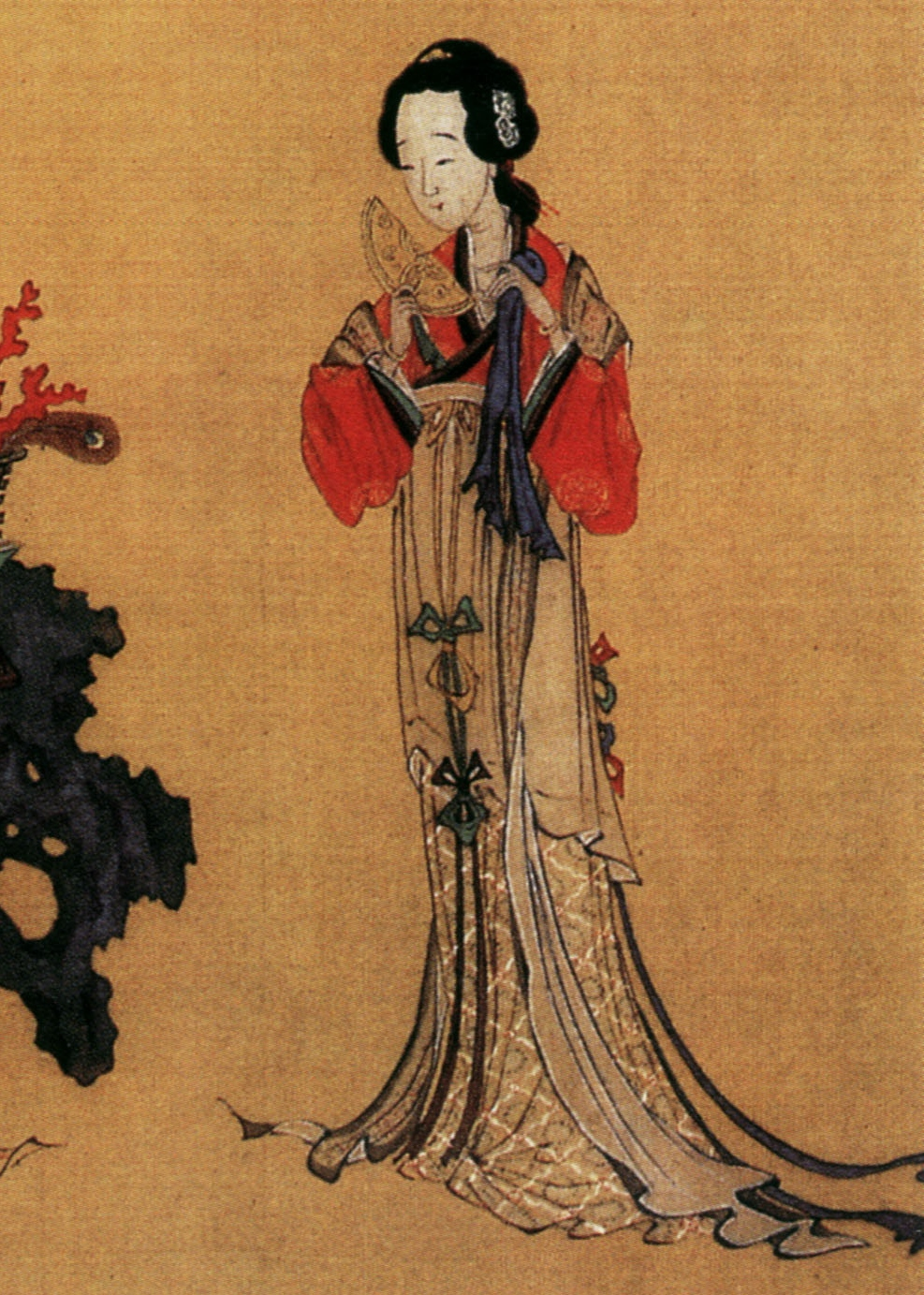
Ảnh họa "Thiên thu tuyệt diễm đồ" thời nhà Minh, vẽ Nhạc Xương công chúa.

Thời Tam Quốc, chiến tranh loạn lạc, sử liệu thất lạc, cuốn Tam quốc chí của Trần Thọ vốn dĩ chỉ ghi thông tin nhân vật, tuyệt nhiên không có điển chế hay hiến chương, vì thế chỉ có thể phỏng đoán thể chế phong hiệu các Công chúa vẫn phỏng theo nhà Hán.
Triều đình Tào Ngụy vẫn dùng phong hiệu và quy tắc cũ thời Hán; ví dụ như Đông Hương công chúa (東鄉公主) con gái của Tào Ngụy Văn Đế Tào Phi; hay có con gái của Tào Ngụy Minh Đế Tào Duệ là Tào Thục (曹淑) có thụy hiệu Bình Nguyên Ý công chúa (平原懿公主), hay như Đức Dương Hương chúa (德陽鄉主) - em gái Tào Chân, vợ của Hạ Hầu Thượng; xem phong hiệu thì toàn bộ theo như cũ là dựa vào tên đất phong, tên huyện mà lấy làm phong hiệu. Ở Đông Ngô, lại thấy tình trạng các Hoàng nữ lấy họ chồng mà gọi. Như hai con gái của Tôn Quyền là Tôn Lỗ Ban cùng Tôn Lỗ Dục (孫魯育) lần lượt là Toàn công chúa (全公主) và Chu công chúa (朱公主). Nhưng các Hoàng nữ thời Tam Quốc cũng không phải là đều được phong, như Tào Tiết là em gái Tào Phi, Kế hậu của Hán Hiến Đế, khi Hiến Đế bị giáng làm Sơn Dương công, bà chỉ là Sơn Dương công phu nhân (山陽公夫人) mà không có gia hiệu nào khác. Hai người chị của Tôn Quyền, cũng như em gái út Tôn phu nhân, cũng không hề thấy ghi lại được gia phong huy hiệu Công chúa. Nhà Thục Hán của Hán Chiêu Liệt Đế Lưu Bị không có ghi lại phong con gái làm Công chúa.
Sang đến đời Nhà Tấn, Đế nữ được phong hiệu theo quận tên quận, tức là Quận công chúa, gọi tắt là Quận chúa, phong hiệu các Vương nữ gọi là Huyện chúa. Lúc này "Huyện chúa" đã là danh xưng cố định, không được dùng xưng hiệu "Huyện công chúa" nữa.
Thời Nam-Bắc triều, Công chúa là tước hiệu dành cho Hoàng nữ, tuy nhiên trên thực tế vẫn được phong cho các nữ giới khác trong dòng tông thất, như Lang Tà công chúa (琅邪公主), Lan Lăng công chúa (兰陵公主). Nhà Nam Trần cũng có tông thất phong Công chúa, như Tín Nghĩa công chúa (信義公主). Phong hiệu của các Công chúa lấy theo tên quận hoặc huyện được phong.

### Đường, Tống đến Minh

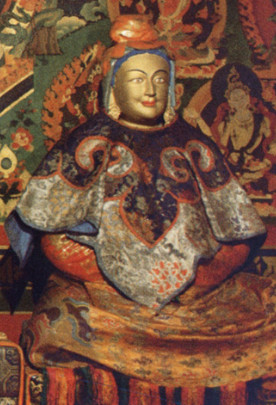
Tượng Văn Thành công chúa của nhà Đường.

Thời Nhà Đường, tước hiệu Công chúa, ngoài các Hoàng nữ, còn được phong cho các nữ nhân trong Tông Thất, thậm chí các con gái của các Phò mã hoặc của các đại thần cũng được phong tước hiệu Công chúa, đó như là một danh hiệu phong tặng không còn bị gò bó chỉ dành cho Hoàng nữ. Đây dường như là do nhà Đường áp dụng chính sách Hòa thân, dùng tước Công chúa để nâng địa vị của những người được chọn để gả cho các Phiên vương - đa phần là được chọn từ các con gái Tông Thất vậy.
Các bậc Công chúa cũng quy định rõ, mà về sau là căn bản cho các triều đại tiếp theo: 
- Hoàng cô, tức cô ruột của Hoàng đế, phong là Đại Trưởng công chúa (大長公主), trật Chính nhất phẩm;
- Hoàng tỷ muội, tức chị em gái Hoàng đế, phong là Trưởng công chúa (長公主), trật Chính nhất phẩm;
- Hoàng nữ, tức con gái Hoàng đế, phong là Công chúa (公主), trật Chính nhất phẩm;
- Con gái Hoàng thái tử phong là Quận chúa (郡主), trật Tòng nhất phẩm;
- Con gái Thân vương phong là Huyện chúa (縣主), trật Chính nhị phẩm (Tân Đường thư ghi Tòng);

Tuy nhiên, trừ trường hợp được phong hiệu Công chúa chính thức, từ bậc Quận chúa trở xuống không được xưng hiệu là "Quận công chúa", "Huyện công chúa" như các đời trước. Thời Đường cũng bắt đầu chuộng việc gia phong vị hiệu Công chúa theo tên Tiểu quốc, với trường hợp đầu tiên là Đại Quốc công chúa (代國公主), con gái của Đường Duệ Tông. Sau đó rất nhiều con gái của Duệ Tông cũng được phong, như Tức Quốc công chúa, Lương Quốc công chúa, Tiết Quốc công chúa,... Việc gia phong thành "xx Quốc" được quy định cao hơn phong hiệu khác. Sách Cựu Đường thư có nói qua trường hợp truy phong tước hiệu cho Đồng Xương Công chúa như sau:「"Kỷ Dậu, Đồng Xương công chúa hoăng, truy phong Vệ Quốc công chúa, thụy là Văn Ý"」, như vậy có thể thấy vào Trung kỳ triều Đường về sau đã xem việc dùng Quốc hiệu trong phong hiệu của "Công chúa" sẽ có vị thế hơn phong hiệu cấp quận lẫn mỹ tự.
Thời Tống, ngoài áp dụng phong hiệu từ thời Đường, còn bổ sung thêm bậc Lưỡng Quốc Đại Trưởng công chúa (兩國大長公主) dành cho những nữ giới vai trò là Cô tổ mẫu của Hoàng đế. Ban đầu, các Hoàng nữ khi vừa ra đời sẽ được ban hiệu theo kiểu mỹ danh kèm danh hiệu Công chúa, khi kết hôn đều sẽ đổi thành tên Tiểu quốc, hơn nữa giữa các danh hiệu Tiểu quốc lại có trên dưới khác nhau. Đến đời Tống Huy Tông phỏng theo chế độ nhà Chu, cải tước hiệu Công chúa thành Đế cơ (帝姬). Các bậc dưới cũng được cải lại như Quận chúa thành Tông cơ (宗姬), Huyện chúa thành Tộc cơ (族姬). Các tước dành cho Mệnh phụ như Quận quân sửa thành Thục nhân (淑人), Thạc nhân (碩人), Lệnh nhân (令人), Cung nhân (恭人); còn Huyện quân sửa thành Thất nhân (室人), An nhân (安人), Nhụ nhân (孺人); sau đó Thất nhân lại sửa tiếp thành Nghi nhân (宜人). Khi Bắc Tống diệt vong, Nam Tống phục hưng, do thấy chữ Cơ (姬) cùng âm với chữ Cơ (飢) mang ý nghĩa không may mắn, Tống Cao Tông quyết định cải tước hiệu Công chúa, Quận chúa, huyện chúa như cũ. Tuy nhiên, các phong hiệu Thục nhân, Lệnh nhân này nọ đều giữ lại, trở thành danh hiệu cho các Ngoại mệnh phụ.
Sử liệu không ghi rõ nhà Liêu quy định tước hiệu Công chúa như thế nào. Các con gái Hoàng đế Liêu có thể được ghi dưới cả danh hiệu Công chúa, Quận chúa và Huyện chúa, thậm chí có chuyện CÔng chúa giáng phong Quận chúa hay Huyện chúa. Nhà Kim quy định rõ hơn, Hoàng nữ được phong "Công chúa", Vương nữ được phong "Huyện chúa". Tước "Công chúa" tuy được quy định là tên huyện, có khoảng 30 tên, nhưng trong Kim sử xuất hiện rất nhiều Công chúa vẫn là 「"X Quốc công chúa"」 như các đời Đường và Tống trước đó. Tuy phong hiệu của Huyện chúa cũng được lấy tên huyện để gia phong, nhưng bậc Huyện chúa không được xem như là "Huyện công chúa". Đến nhà Nguyên thì các Hoàng nữ, Vương nữ đều xưng là Công chúa, tên gọi có theo kiểu tên Quốc hoặc là phiên âm chữ Hán của tên Mông Cổ.
Sang thời đại nhà Minh, theo điển chế mà Minh sử quy định: 
- Hoàng cô phong là Đại Trưởng công chúa (大長公主);
- Hoàng tỷ muội phong là Trưởng công chúa (長公主);
- Hoàng nữ phong là Công chúa (公主);
- Con gái Thân vương phong là Quận chúa (郡主);
- Con gái Quận vương phong là Huyện chúa (縣主);
- Tôn nữ của Vương đều phong là Quận quân (郡君);
- Tằng tôn nữ của Vương đều phong là Huyện quân (縣君);
- Huyền tôn nữ của Vương đều phong là Hương quân (鄉君);

Lúc này các Hoàng nữ cùng Tông nữ đều không hưởng theo trật phẩm, mà có định lệ riêng. Các tước Công chúa khi sách phong đều nhận Kim sách, lộc 2.000 thạch, chồng được gia phong Phò mã Đô úy. Từ Quận chúa trở xuống ăn lộc 800 thạch giảm dần, khi sách phong không nhận Kim sách, chỉ nhận Cáo phong, chồng đều gia phong Nghi tân.

### Mãn Thanh
Thời Hậu Kim, khi Nỗ Nhĩ Cáp Xích khai quốc, triều nghi còn đơn giản, các con gái và cháu gái Đại hãn đều xưng là Cách cách (chữ Mãn: ᡤᡝᡤᡝ, Gégé, 格格). Khi Hoàng Thái Cực lên ngôi Hoàng đế, cải quốc hiệu thành Đại Thanh, đã phỏng theo người Hán mà quy định nhiều kiểu theo người Hán, nhưng phần lớn vẫn là Mãn hoặc Mãn-Hán song ngữ, lúc này Hoàng nữ vẫn giữ xưng hiệu Cách cách chung với các con gái Thân vương cùng Quận vương khác.
Sau khi quân Thanh chiếm được Trung Quốc, năm Thuận Trị thứ 17 (1660), nhà Thanh ra chế định thứ bậc phong hiệu của các Hoàng nữ như sau:
- Cố Luân công chúa (固倫公主): ban cho con gái do Hoàng hậu sinh ra. Chữ 「Cố Luân」 có nghĩa là "thiên hạ" trong tiếng Mãn.
- Hòa Thạc công chúa (和碩公主): ban cho con gái do các Phi tần sinh ra. Chữ 「Hòa Thạc」 có nghĩa là "bốn phương bốn mặt" trong tiếng Mãn.

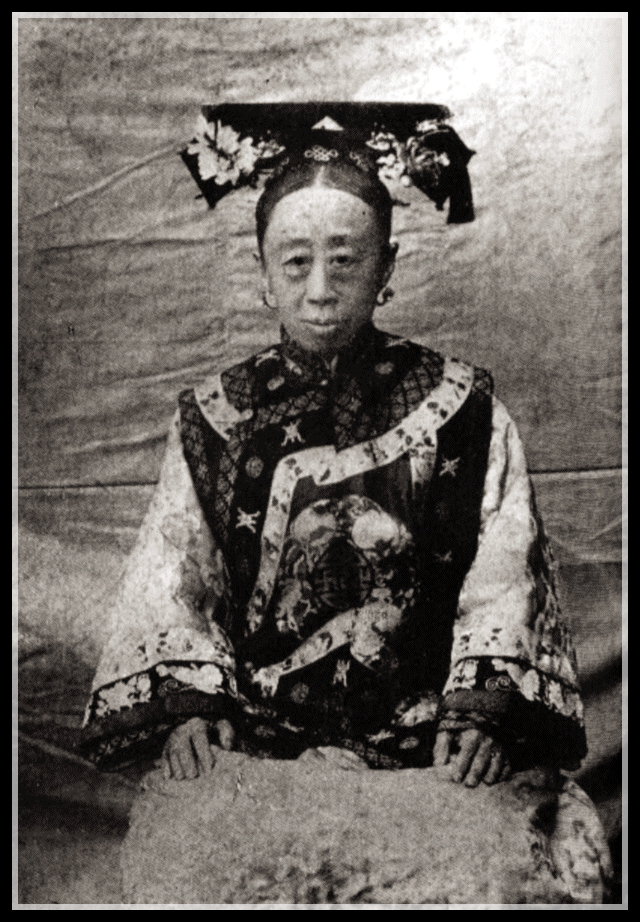
Vinh Thọ Cố Luân Công chúa - công chúa cuối cùng của nhà Thanh.

Đối với các Tông thất nữ quyến, lại phân thành các bậc:
- Quận chúa (郡主): thường được ban cho con gái các Thân vương;
- Huyện chúa (县主): thường được ban cho con gái của Thế tử, Quận vương;
- Quận quân (郡君): thường được ban cho con gái của Bối lặc;
- Huyện quân (县君): thường được ban cho con gái của Bối tử;
- Hương quân (鄉君): thường được ban cho con gái của Phụng ân Trấn quốc công và Phụng ân Phụ quốc công. Con gái hàng "Bất nhập bát phân" và dưới nữa thì không phong tước mà đều chỉ xưng Tông nữ (宗女)[21];

Trên thực tế, vẫn có những trường hợp được nâng bậc lên mà không phải xét đến xuất thân đã định sẵng. Ví dụ như Cố Luân Hòa Hiếu Công chúa vốn là con của Đôn phi Uông thị, đáng lẽ nên chỉ là bậc ["Hòa Thạc công chúa"], nhưng do được Càn Long Đế yêu quý mà vẫn phá lệ nâng lên bậc ["Cố Luân công chúa"], hưởng lương bổng và đãi ngộ cũng y hệt như vậy. Hoặc như có rất nhiều người chỉ là con gái Thân vương vẫn được phong làm "Công chúa" dưới danh nghĩa con gái nuôi (Dưỡng nữ; 養女).
Căn cứ theo ý chỉ năm Thuận Trị thứ 17 thì điều này đã có quy định từ lâu:「"Tông Thất nữ từ nhỏ được nuôi trong cung, khi hạ giá cũng gọi Hòa Thạc công chúa"; 如中共撫宗室女下嫁，亦封和碩公主」. Vì thế, kể từ Thuận Trị Đế bắt đầu, các đời Hoàng đế triều Thanh thường xuyên có Dưỡng nữ là con gái anh em trai là Thân vương, mà ví dụ kinh điển nhất là Vinh Thọ Cố Luân Công chúa - Trưởng nữ của Cung thân vương Dịch Hân. Theo thân phận của cha, Vinh Thọ chỉ có thể thụ phong Quận chúa, nhưng vì được Từ An Thái hậu và Từ Hi Thái hậu thu làm Dưỡng nữ, còn bỏ qua lệ thường là Dưỡng nữ chỉ thụ phong "Hòa Thạc công chúa" mà phong Vinh Thọ lên bậc "Cố Luân công chúa" - con gái của Hoàng hậu. Bản thân Vinh Thọ cũng chính là vị Công chúa cuối cùng được ghi nhận của nhà Thanh.

## Các quốc gia đồng văn

### Nhật Bản
Mặc dù chịu ảnh hưởng văn hóa Trung Hoa, nhưng trong lịch sử Nhật Bản và Lưu Cầu lại không sử dụng tước hiệu Công chúa.
Từ thời Heian, sau khi áp dụng "Luật lệnh" thì ngoài việc con gái của Thiên hoàng được xưng làm Hoàng nữ, thì khi đến thời điểm thích hợp họ đều được phong tước hiệu Nội thân vương (内親王; Naishinnō), đây được xem là tương đương tước hiệu Công chúa. Các cháu gái trực hệ ngoài 3 đời được phong tước hiệu Nữ vương (女王; Nyoō), tương đương tước hiệu Quận chúa.
Tuy nhiên, xưng hiệu "Công chúa" (được phiên âm Nhật thành Kōshu) đôi khi vẫn được các Hoàng nữ và Nội thân vương sử dụng như một Đường danh (唐名; とうめい), có thể hiểu là một dạng "Nhã xưng" trong văn hóa Nhật Bản. Như ở thời kỳ Asuka, Hoàng nữ của Thiên hoàng Kimmei, Anahobe no Hashihito được xưng danh hiệu là Khổng Bộ Gian Nhân Công chúa (孔部間人公主). Hoặc ở thời kỳ Heian, Hữu Trí Tử Nội thân vương, Hoàng nữ của Thiên hoàng Saga, được xưng hiệu là Trai Viện Công chúa (斎院公主).
Tại Vương quốc Lưu Cầu, do vốn là một phiên quốc của triều Minh và triều Thanh của Trung Quốc, con gái của các Quốc vương Lưu Cầu chỉ sử dụng tước cao nhất là Ông chúa, không sử dụng đến tước hiệu Công chúa.

### Triều Tiên
Trong tài liệu tiếng Triều Tiên hiện đại, tước hiệu "Công chúa" được viết là [공주] và được phiên âm thành Gongju hoặc Kongchu. Chịu ảnh hưởng văn hóa Hán từ sớm, trong lịch sử, danh hiệu này được ghi nhận đầu tiên từ đầu thời Tam Quốc, như Lạc Lãng công chúa (낙랑공주) của nước Lạc Lãng, Bình Cương công chúa (평강공주) của Cao Câu Ly hay Thiện Hoa công chúa (선화공주) của Tân La. Sử liệu cũng ghi nhận các vị Vương nữ của Vương quốc Tân La được phong các tước hiệu "Công chúa", ngoài ra còn có Trạch chúa (택주) hoặc Điện chúa (전주). Tuy nhiên, sau khi kết hôn, các Vương nữ đều xưng là Phu nhân.
Vào thời đại nhà Triều Tiên Lý thị, do phân biệt địa vị Đích-thứ mà các Vương nữ do Vương phi sinh ra được gọi thành Đích nữ (嫡女) và được phong làm Công chúa, như Trinh Minh Công chúa - con gái của Triều Tiên Tuyên Tổ. Còn con gái do Hậu cung ngự thiếp sinh ra đều được phong tước hiệu Ông chúa. Trong lịch sử Triều Tiên, chỉ duy nhất một vị vương nữ không phải Vương phi sinh ra, nhưng vẫn là Công chúa, chính là Nghĩa Thuận công chúa (의순공주), người được phái đi với thân phận Hòa thân, làm một Thứ Chính thất của Duệ Trung Thân vương Đa Nhĩ Cổn.

### Việt Nam
Trong lịch sử Việt Nam, phong hiệu Công chúa chưa được nghiên cứu tường tận và không có tư liệu lịch sử rõ ràng. Theo Đại Việt sử ký toàn thư, ở thời kì Hùng Vương và Âu Lạc, Vương nữ được gọi là Mị Nương (媚娘), dù còn mang nhiều sắc màu truyền thuyết nhưng được xem là ghi chép sớm nhất về phong hiệu con gái Vua chúa ở Việt Nam.
Sau khi thiết lập triều đình theo thể chế Trung Hoa, các triều đại Ngô, Đinh, Tiền Lê, đều ghi nhận điển lễ về việc phong các Hoàng nữ tước hiệu "Công chúa", như Phất Kim công chúa của nhà Đinh hoặc Phất Ngân công chúa của nhà Tiền Lê. Sang thời đại nhà Lý, khi chế độ đủ đầy phỏng theo chế độ Trung Hoa, phong hiệu phần nhiều đều phỏng theo chế độ nhà Đường và nhà Tống, thì ở Việt Nam có các bậc: Trưởng công chúa cùng Công chúa, cá biệt trên bậc Trưởng công chúa thì lại có bậc Thái trưởng công chúa (太長公主), thay chữ "Đại" thành chữ "Thái" và từ đó tạo thành nét riêng biệt. Theo như sách Toàn thư ghi nhận, Thiên Ninh công chúa vào thời Trần Nghệ Tông được phong làm "Lạng Quốc Thái trưởng công chúa" (諒國太長公主), cho thấy chắc chắn sự mô phỏng chế độ phong hiệu hoàng tộc theo lối Trung Hoa của triều đại Lý-Trần nhưng vẫn có nét riêng biệt.
Ngoài ra, lịch sử các triều đại Việt Nam ghi nhận một số lượng đáng kể danh hiệu công chúa được xưng tụng cho các nữ giới được thờ phụng như những vị thần, như Đông Triều công chúa (lịch sử) hay Liễu Hạnh công chúa (thần thoại)...
Một số công chúa hoàng gia nổi bật trong lịch sử Việt Nam
- Phất Kim công chúa, con út của Đinh Tiên Hoàng, gả cho Ngô Nhật Khánh, bị Ngô Nhật Khánh rạch mặt.
- Phất Ngân công chúa, theo truyền thuyết là con của Lê Đại Hành và Đại Thắng Minh Hoàng hậu, sau trở thành vợ của Lý Thái Tổ và là mẹ của Lý Thái Tông.
- Thiên Cực công chúa, tông thất nhà Lý, vợ quan Nội hầu Vương Thượng, có liên quan tới cái chết của hai quyền thần nhà Lý là Phạm Du và Tô Trung Từ.
- Thiên Cực công chúa, tông thất nhà Trần, là Hoàng hậu và Thái hậu cuối cùng của nhà Lý, sau giáng xuống làm Công chúa, gả cho Trần Thủ Độ.
- Chiêu Thánh công chúa, con gái thứ hai của Lý Huệ Tông. Sau trở thành Nữ hoàng, rồi trở thành Hoàng hậu đầu tiên của nhà Trần.
- Thiên Thành công chúa, con gái Trần Thái Tông, vợ Hưng Đạo vương Trần Quốc Tuấn.
- An Tư công chúa, con gái của Trần Thái Tông, bị đưa đi làm vợ Thoát Hoan.
- Huyền Trân công chúa, con gái út của Trần Nhân Tông.
- Mai Hoa công chúa, con gái của Lê Anh Tông, chị của Lê Thế Tông. Từng làm nhiếp chính trên danh nghĩa cho giai đoạn này, là một người theo Công giáo.
- Ngọc Hân công chúa, con gái lớn của Lê Hiển Tông, sau thành Thứ hậu của Quang Trung.
- Ngọc Bình công chúa, con gái út của Lê Hiển Tông, sau thành Chính hậu của Quang Toản, cuối cùng thành Tam phi của Gia Long.
- Quy Đức công chúa, còn gọi Nguyệt Đình, con gái của Minh Mạng, đứng đầu Tam Khanh thời nhà Nguyễn.
- Lại Đức công chúa, còn gọi Mai Am, con gái của Minh Mạng, người thứ 2 trong Tam Khanh thời Nguyễn.
- Thuận Lễ công chúa, còn gọi Huệ Phố, con gái của Minh Mạng, người út trong Tam Khanh thời nhà Nguyễn.

Các danh nhân lịch sử được xưng tụng danh hiệu công chúa
- Đông Triều công chúa, tức Lê Chân, nữ tướng thời Hai Bà Trưng.
- Quản Trưởng quốc khố công chúa, tên gọi Lý Thị Châu, có công thời nhà Trần đánh đuổi quân Mông Cổ.

Các nhân vật thần thoại dân gian được xưng tụng danh hiệu công chúa
- Liễu Hạnh Công chúa, hay Thánh mẫu Liễu Hạnh, một trong bốn vị thánh Tứ bất tử của Việt Nam.

## Trong văn hóa Châu Âu

### Khái niệm
Các tài liệu Việt ngữ, khi chuyển ngữ danh xưng tương đương 「Princess」 trong tiếng Anh là 「Công chúa」. Trên thực tế, chúng chỉ có một phần ý nghĩa tương đương.
Trong các ngôn ngữ châu Âu, danh xưng tương đương "Princess" đều là dạng nữ (giống cái), có nguồn gốc từ danh xưng Princeps (dạng nữ: Principissa) trong tiếng Latin, có nghĩa là "Người đầu tiên, quan trọng nhất, cao quý nhất". Danh hiệu "Princeps" này có nguồn gốc từ thời Cộng hòa La Mã, khi mà những thành viên hàng đầu của Viện nguyên lão La Mã sẽ được chỉ định là Princeps senatus (số nhiều: Principes Senatus), những người có quyền ưu tiên được phát biểu đầu tiên trong các cuộc tranh luận tại Viện Nguyên lão. Đến thời kỳ Augustus, ông tiếp tục sử dụng dạng biến thể 「Principatus」 như một tước hiệu không chính thức cho ngôi vị Hoàng đế La Mã của bản thân thay thế cho các danh hiệu 「Rex」 hay 「Dictator」 để tranh xung đột với Viện Nguyên lão. Ông cũng đồng thời chỉ định tước hiệu 「Princeps iuventutis」, có nghĩa "Người đầu tiên trong số những người trẻ tuổi", ám chỉ đến những người kế vị đủ tư cách của ông để phong cho các cháu mình là Gaius và Lucius. Những người kế vị này sẽ được trao các lãnh địa được gọi là 「"Principatus"; tạm dịch "Thân vương quốc"」 để thực hành cai trị trước khi kế vị cai trị cả Đế chế. Danh hiệu này được người Visigoth tiếp tục sử dụng. Tiếp đó trong Chế độ quân chủ Visigoth, vị quân chủ ("Rex") được bầu cử lên bởi các Princeps, những lãnh chúa cai trị các lãnh địa Thân vương quốc có quyền bầu cử. Truyền thống này được kế thừa bởi Đế quốc La Mã Thần thánh, khi mà các Tuyển đế hầu ("Princeps Elector") bầu ra Hoàng đế (Imperator) của Đế quốc.
Mặc dù không có truyền thống 「"Trọng nam khinh nữ"」 nghiêm trọng như ở Châu Á, trên thực tế hiếm có các nữ giới mang tư cách "Principissa" có đủ chủ quyền như nam giới. Một số ít trường hợp ghi nhận như Constance Hauteville cai trị Thân vương quốc Antioch (Principatus Antiochenus) vào thế kỷ XII với tư cách một nữ chủ. Vì vậy, hầu hết các "Principissa" đều được biết với danh nghĩa con cháu của Quân chủ (tức Hoàng nữ hay Vương nữ), hoặc người phối ngẫu của các Princeps (tương ứng với Vương phi). Nhiều tài liệu tiếng Việt thường không phân biệt rõ giữa hai chuyện này mà chuyển ngữ tất cả thành 「Công chúa」.
Danh xưng Principissa trong các ngôn ngữ châu Âu khác
- Tiếng Anh: Princess;
- Tiếng Pháp: Princesse;
- Tiếng Tây Ban Nha: Princesa;
- Tiếng Ý: Principessa;
- Tiếng Đức: Prinzessin;
- Tiếng Nga: Принцесса;

### Khác biệt"By blood"và"By marriage"
Trong tiếng Anh, danh vị tương đương của Công chúa là 「Princess」, tuy nhiên tước vị này cũng vừa để gọi con gái Quân chủ, vừa dùng để gọi hôn phối của "Prince", được dịch đại khái thành Vương tử phi, Vương tức hay Vương phi. Hai dạng này được tiếng Anh gọi phân biệt là 「Princess by blood」 đế nói đến các "Princess" ngay từ khi sinh ra đã là con cháu Vua chúa (tức Công chúa, Quận chúa), và 「Princess by marriage」 để nói đến các "Princess" thông qua hôn nhân (tức Vương phi, Vương tức, Phu nhân).
Vào thời gian đầu, con gái của Quân chủ nước Anh khi chưa thành hôn chỉ được gọi theo kiểu 「Lady + Tên Thánh」, như Mary I của Anh cùng Elizabeth I của Anh ban đầu chỉ được gọi là 「Lady Mary」 và 「Lady Elizabeth」 mà thôi. Sau thời George I của Anh, chế độ Vương thất Anh mới bắt đầu dùng "Princess" như một biệt xưng để gọi các con gái hoặc cháu gái của Quân chủ, kèm theo tôn xưng Royal Highness và Highness để xác nhận địa vị của thành viên vương thất. Trước đó, tước vị "Princess" trong thời gian dài thường để gọi vợ của một Prince hơn, ví dụ Princess of Wales là vợ của Thân vương xứ Wales vậy. Vương thất Anh từ thời Charles I của Anh bắt đầu thiết lập danh hiệu 「Princess Royal」 để phong cho con gái lớn nhất trong gia đình, danh vị này tương đương với Trưởng công chúa - nếu xét vào ý nghĩa lúc đầu thời Tây Hán. Đối với các gia đình hoàng gia cai trị một Đế quốc, như nhà Habsburg của Đế quốc Áo và nhà Romanov của Đế quốc Nga, họ đều thiết lập các tước vị riêng cho con gái quân chủ, là "Archduchess" của hoàng gia Habsburg và "Velikaya Knyagnya" (Великая Княгиня) của hoàng gia Romanov.
Trong tiếng Anh, bởi vì "Princess" cũng là tước hiệu dùng để chỉ các người vợ của một vị "Prince", thậm chí trong tình huống phức tạp hơn thì nó trở thành một tước hiệu quý tộc độc lập như Vương phi xứ Wales, tức 「Princess of Wales」 hay Vương phi xứ Monaco, tức 「Princess of Monaco」. Và để tránh lẫn lộn, ở hầu hết các nền quân chủ ảnh hưởng tiếng Anh, các vị "Princess by marriage" sẽ không có tiền tố "Princess" ở đằng trước tên Thánh, họ sẽ được gọi thẳng theo thể "nữ hóa" tước vị quý tộc của chồng mình. Nếu trong trường hợp vị "Prince" ấy không có tước hiệu quý tộc, thì người vợ sẽ được gọi theo tên của chồng. Nếu như "Prince" trở thành tước vị độc lập (như Thân vương xứ Wales), thì bắt buộc phải gọi kèm theo tên lãnh địa mà tước vị ấy sở hữu.
Trường hợp gọi theo tước hiệu quý tộc
- Vợ của Prince William là Catherine Middleton, cho đến khi chồng trở thành Thân vương xứ Wales được gọi chính thức là 「Her Royal Highness The Duchess of Cambridge」, trong trường hợp cần cụ thể hơn thì được gọi theo tên Thánh kèm tước hiệu nữ hóa của chồng, tức là 「Catherine, Duchess of Cambridge」.
- Vợ của Prince Harry là Meghan Markle, được gọi chính thức là 「Her Royal Highness The Duchess of Sussex」, trong trường hợp cần cụ thể hơn thì được gọi theo tên Thánh kèm tước hiệu nữ hóa của chồng, tức là 「Meghan, Duchess of Sussex」. Từ đầu năm 2020, hai vợ chồng Sussex không được dùng kính xưng "Royal Highness" với tư cách là thành viên vương thất thay mặt Nữ vương, dù họ vẫn được giữ khi xưng hô chính thức.

Trường hợp gọi theo tên của chồng
- Mẹ chồng của Nữ vương Elizabeth II là Alice xứ Battenberg. Bà kết hôn với Prince Andreas của Hy Lạp và Đan Mạch trong khi Prince Andreas không có tước vị quý tộc, nên bà được gọi là 「Her Royal Highness Princess Andrew of Greece and Denmark」.
- Cháu dâu của Cố Quốc vương George V của Anh là Marie Christine von Reibnitz. Bà kết hôn với Prince Michael xứ Kent trong khi Prince Michael không có tước vị quý tộc, nên bà được gọi là 「Her Royal Highness Princess Michael of Kent」.

Trường hợp "Princess" là vợ của một Prince độc lập
- Mẹ chồng của Catherine là Lady Diana trong thời gian còn hôn phối với Prince Charles cũng được gọi là 「Her Royal Highness The Princess of Wales」. Sau khi ly hôn, vì bà Diana đã sinh ra người kế vị nên vương thất vẫn giữ tước vị "Princess of Wales" của bà, nhưng lại bỏ đi 「Her Royal Highness」, một kính xưng biểu thị Diana thuộc vương thất. Do đó, Diana trở thành 「Diana, Princess of Wales」. Rất nhiều báo đài quốc tế gọi thẳng bà là "Princess Diana" khiến bà trông như một Vương nữ thuộc vương thất. Bản thân Catherine Middleton, khi chồng là Prince William trở thành Thân vương xứ Wales, bà cũng được gọi là 「Her Royal Highness The Princess of Wales」.
- Vị cố Vương phi Grace Kelly, trong thời gian kết hôn với Rainier III, Thân vương xứ Monaco thì đã được gọi là 「Her Serene Highness The Princess of Monaco」. Đây là bởi vì tước vị "Prince" của Monaco lưu truyền độc lập, không phải trong hệ thống tước vị của một Vương quốc, họ chỉ dùng kính xưng Serene Highness. Cũng như Lady Diana, rất nhiều báo đài quốc tế gọi bà là "Princess Grace" hay "Princess Grace of Monaco", những cách gọi này không đúng bởi vì một Thân vương nữ của Monaco cũng gọi tương tự như vậy, nếu cả Vương phi cũng như vậy thì rất dễ nhầm lẫn. Con gái của Vương phi Grace là Princess Stéphanie chính là ví dụ cho chuyện này.
- Con gái của Cố phi Grace Kelly là Caroline, Vương phi Hannover, sau khi kết hôn với Ernst, Thân vương xứ Hannover thì được xưng họ kính xưng "Royal Highness" truyền thống nhà Hannover nên có danh xưng chính thức 「Her Royal Highness The Princess of Hanover」. Trước đó khi còn giữ tư cách con gái của Thân vương Rainier III xứ Monaco, Caroline được gọi là 「Her Serene Highness Princess Caroline of Monaco」.

Có thể thấy những "Princess by marriage" trong cách gọi chính thức đều không được gọi tên riêng mà mình vốn cố, cho dù có thì cũng không có "Princes" đi trước tên Thánh. Những người vẫn được sử dụng "Princess" thông thường là do bản thân người đó sinh ra đã là con gái Vua chúa của vương triều ngoại quốc. Trường hợp này có Marina, Bà Công tước xứ Kent khi con trai bà cưới vợ. Lúc này bà đã là 「"Bà Công tước góa phụ của Prince George, Công tước xứ Kent"」, nhưng bà vẫn tiếp tục sử dụng tước vị "The Duchess of Kent" dù chồng đã qua đời. Sau khi con trai bà cưới vợ, bà không thể xưng như vậy nữa, nhưng bà vẫn không muốn thêm thành tố biểu thị tình trạng góa phụ là "Dowager" vào tước hiệu của mình, nên cuối cùng Marina đã hỏi Nữ vương Elizabeth II cho phép mình dùng kính xưng "Princess" trước tên Thánh kèm tước hiệu. Bởi vì bản thân bà Marina là "Vương tôn nữ" thuộc vương thất Hy Lạp - Đan Mạch, nên Nữ vương đã đồng ý. Thế là bà Marina được biết đến là 「Her Royal Highness Princess Marina, Duchess of Kent」.